# Hirel
Hirel (en bretó Hirel, en gal·ló Hiraèu) és un municipi francès, situat a la regió de Bretanya, al departament d'Ille i Vilaine. L'any 2006 tenia 1.314 habitants.

## Demografia
| 1962                                       | 1968  | 1975  | 1982  | 1990  | 1999  |
| ------------------------------------------ | ----- | ----- | ----- | ----- | ----- |
| 922                                        | 1.005 | 1.051 | 1.286 | 1.166 | 1.172 |
| Des de 1962: població sense dobles comptes |       |       |       |       |       |

## Administració
| Període   | Identitat            | Partit |
| --------- | -------------------- | ------ |
| 1989-2001 | Joël Pinson          |        |
| 2001-2008 | Frédéric Derrien     | UMP    |
| 2008-     | Marie-Annick Guerche |        |